# Broby gästgivaregård
Ej att förväxla med Broby gästgivaregård i Sunne
Broby gästgivaregård är en gästgivaregård i Broby. Den ligger vid torget och nära Östra Broby kyrka.
Broby gästgivaregård har anor från 1555, då den första skjutsstationen på platsen inrättades av Danmarks kung Kristian III. Broby blev tingsplats 1647, då gästgiveriet fick gästgiveriprivilegier.
År 1855 drabbades Broby av en stor tätortsbrand, vid vilken också den dåvarande gästgivaregården brann ned. Gästgivaregårdens ägare, landstingsmannen Sven Nilsson, byggde ett nytt hus, som stod klart 1867. Det köptes av svågern, gästgivaren i Asarum Julius Nilsson. Denne fick med sin fru Bengta Olsson sonen Hjalmar Nilsson, som blev professor i botanik vid Lunds universitet och chef för Sveriges utsädesförenings förädlingsanstalt i Svalöv.